# 高橋哲也 (バスケットボール)
髙橋 哲也（たかはし てつや、1985年〈昭和60年〉8月1日 - ）は、日本のプロバスケットボール指導者。大阪府出身。役職はアシスタントコーチ。B.LEAGUE B1・佐賀バルーナーズ所属。役職はアシスタントコーチ。

## 略歴
2008年に大阪教育大学男子バスケットボール部のヘッドコーチに就任しコーチングキャリアをスタートさせる。トップリーグのコーチとしては、2015年にbjリーグ・京都ハンナリーズのアシスタントコーチに就任。翌シーズンにB.LEAGUEが開幕すると、旧NBL所属でB2の西宮ストークスのヘッドコーチに就任。ライセンスの都合上、アシスタントコーチを務めた天日謙作と共にチームをB2初代チャンピオンに導いた。退任後は古巣・京都のACやB2・愛媛のアソシエイトコーチを経て、現在はB2・佐賀バルーナーズでアシスタントコーチを務めている。
2021-25　佐賀バルーナーズ アシスタントコーチ
佐賀バルーナーズは2023年5月にB1リーグへの昇格
2025-2026シーズンは滋賀レイクスへ加入